# Social mobilitet
Social mobilitet betegner mobiliteten mellem forældre og børn, f.eks. målt ved uddannelsesniveau og/eller indkomst. Et samfunds samlede sociale mobilitet vurderes derfor på baggrund af undersøgelser af, hvor stor den statistiske sandsynlighed er, for at en person, der er ramt af chanceulighed, trods sin oprindelsesklasse opnår en høj position i samfundet. Denne position kan vurderes på baggrund af de ressourcer, den pågældende har til rådighed, f.eks. mængden af kulturel kapital.

## Forskning i social mobilitet
Forskning har påvist, at den miljøbetingede sociale ulighed fastholdes af uddannelsessystemernes indretning, som tilgodeser børn af akademisk uddannede forældre. Denne mekanisme er medvirkende til, at den sociale mobilitet bliver hæmmet. En af konsekvenserne er, at arbejdsmarkedets behov for kvalificeret arbejdskraft bliver vanskelige at indfri. På langt sigt antages dette at forringe konkurrenceevnen.
Forskere fra London School of Economics har påvist en direkte sammenhæng mellem lav social mobilitet og familieindkomst. Det viser sig, at sønner af fædre med lav indkomst har ringere mulighed for at opnå en høj indkomst i deres voksenliv end sønner af fædre med høj indkomst. Dette indikerer, at chanceuligheden ikke blot er uddannelsesbestemt, men også indkomstafhængig. Undersøgelsen påpeger også, at de skandinaviske lande har relativt stor social mobilitet sammenlignet med f.eks. Storbritannien og USA. Den franske økonom Thomas Piketty nævner ligeledes i sin bog Le Capital au XXIe siècle, at den intergenerationelle mobilitet er højest i de nordiske lande og lavest i USA, mens lande som Frankrig, Tyskland og Storbritannien indtager en mellemposition. Han mener, at den meget lave sociale mobilitet i USA og til dels Storbritannien bl.a. hænger sammen med, at de fleste amerikanske eliteuniversiteter opkræver meget høje undervisningsgebyrer.

### Danske undersøgelser af social mobilitet
Kaare Svalastoga og Preben Wolf var blandt de første forskere, der undersøgte den sociale mobilitet. Bogen beskrev lagdelingen af den danske befolkning på grundlag af oplysninger fra en række adspurgte om rangordningen på arbejdsmarkedet i Danmark. I forlængelse heraf har Erik Jørgen Hansen, forskningsleder på SFI, påpeget, at den kulturelle kapital sikrer opretholdelsen af magtfordelingen i samfundet. Gennem ophobningen af viden hos en lille samfundsklasse sikres den sociale ulighed. Sandsynligheden for ulighed med hensyn til fordelingen af uddannelsesressourcer og socioøkonomisk position hæmmer den sociale mobilitet.

## Eksterne links
- Niels Ploug: Teorier om betydningen af social baggrund og chanceulighed Arkiveret 16. oktober 2013 hos  Wayback Machine
- Morten Ejrnæs: Pædagoger, forskere og diskursen om social arv Arkiveret 22. januar 2016 hos  Wayback Machine